# Yesan
Yesan es un condado de Corea del Sur, ubicado en la provincia de Chungcheong del Sur. 
Sudeoksa, un templo principal de la Orden de Jogye del budismo coreano, se encuentra en la ladera sur del monte Deoksungsan en Deoksan-myeon, Yesan. Su salón principal es el Daeungjeon (大雄殿), el edificio de madera más antiguo de Corea y declarado como Tesoro Nacional No. 49.
Pertenece a la red de ciudades Cittaslow.

## Galería

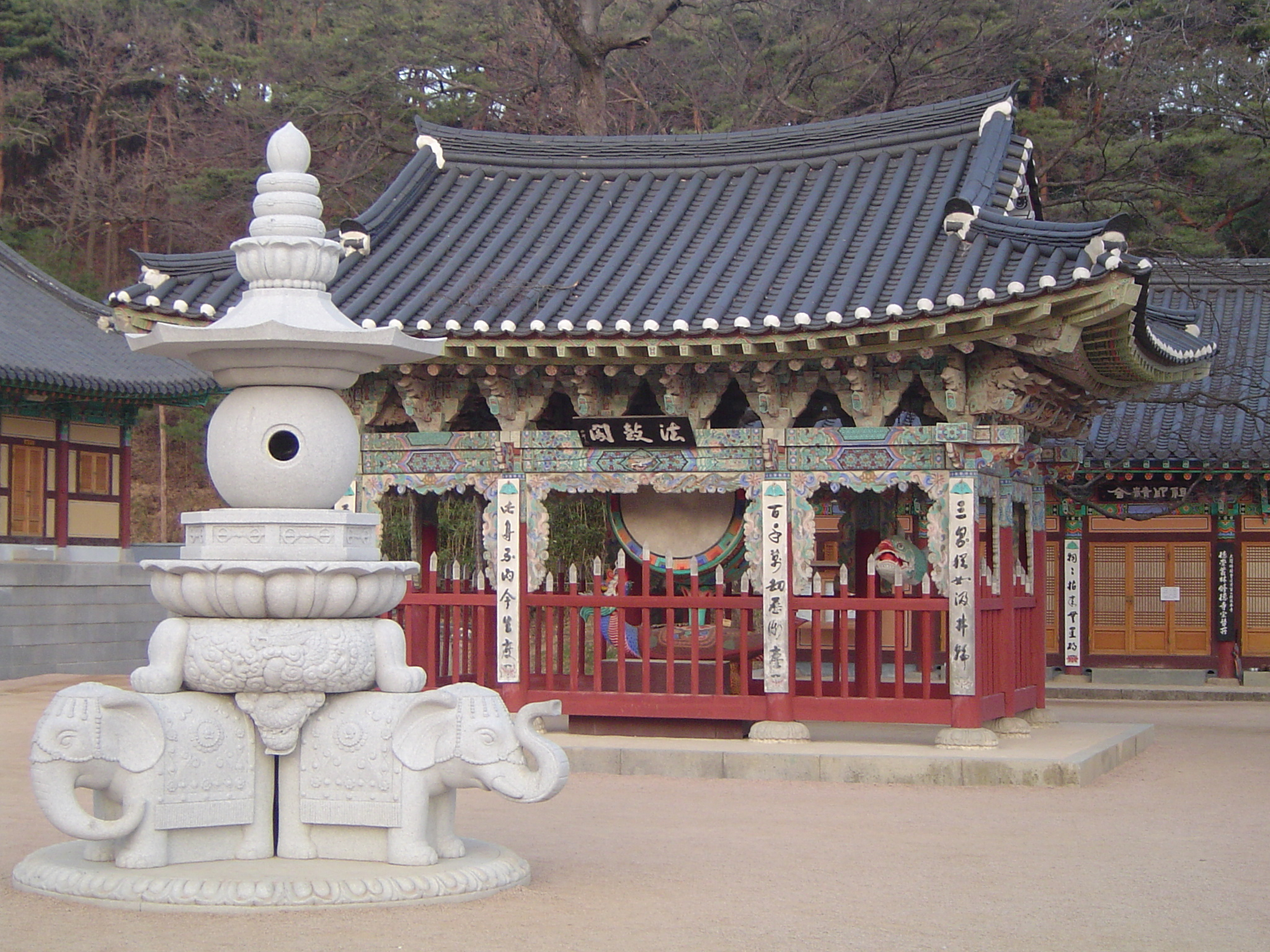
Templo de Sudeoksa.
Daewungjeon en el templo de Sudeoksa.